# Cighid
Cighid este numele unui Centru de Recuperare și Reabilitare pentru Persoane cu Handicap din Ghiorac, Județul Bihor. În perioada comunistă a devenit notoriu pentru condițiile inumane de cazare a bolnavilor, fiind asemănat cu un lagăr de exterminare. Între 1987 și 1989, aici au murit 137 de copii. Ororile de la Cighid, care au continuat și dupa decembrie 1989, s-au făcut cunoscute opiniei publice printr-un reportaj al televiziunii germane, Spiegel TV.
Centrul este situat într-un fost castel, revendicat cu succes de familia contelui maghiar Tisza.